# Santi Filippo e Giacomo (Venedig)

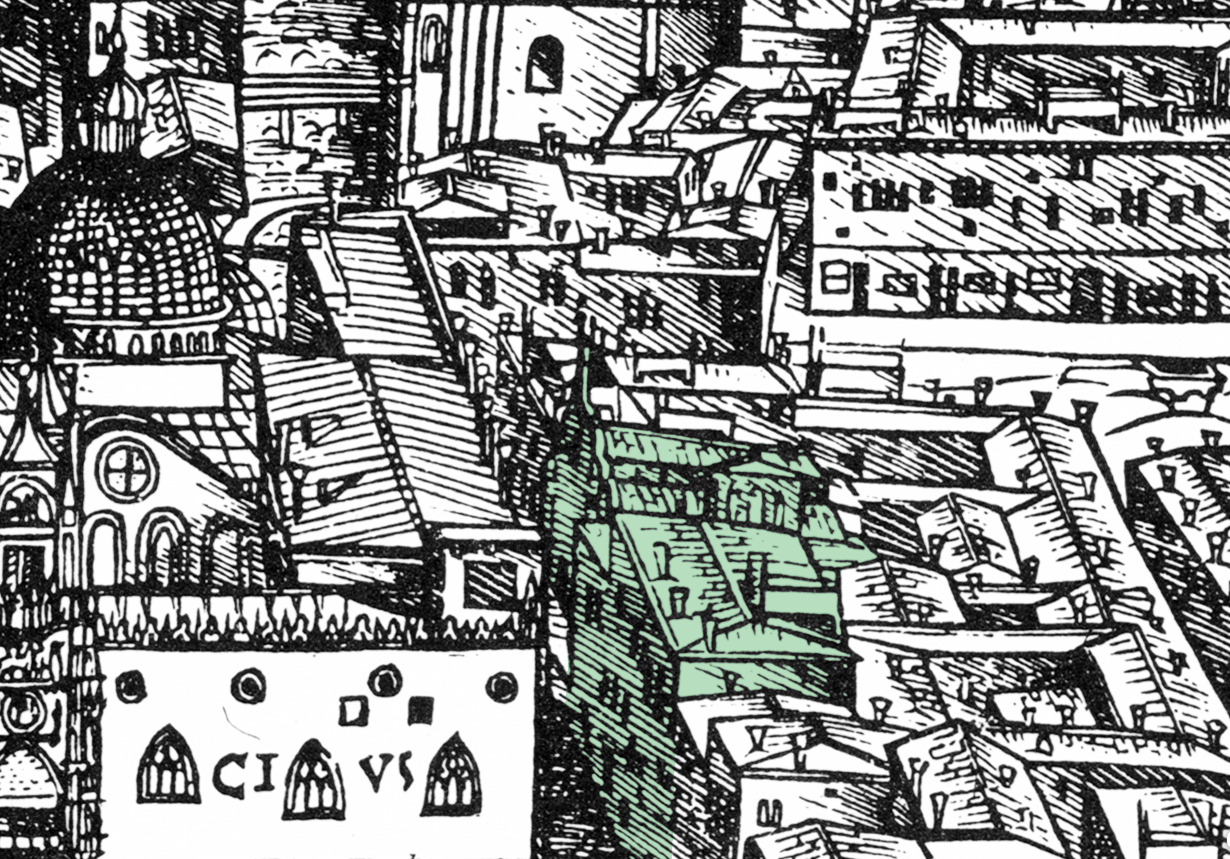
Darstellung der Kirche Santi Filippo e Giacomo im Plan des Jacopo de’ Barbari, um 1500 (links der Dogenpalast, Blick von Süden)

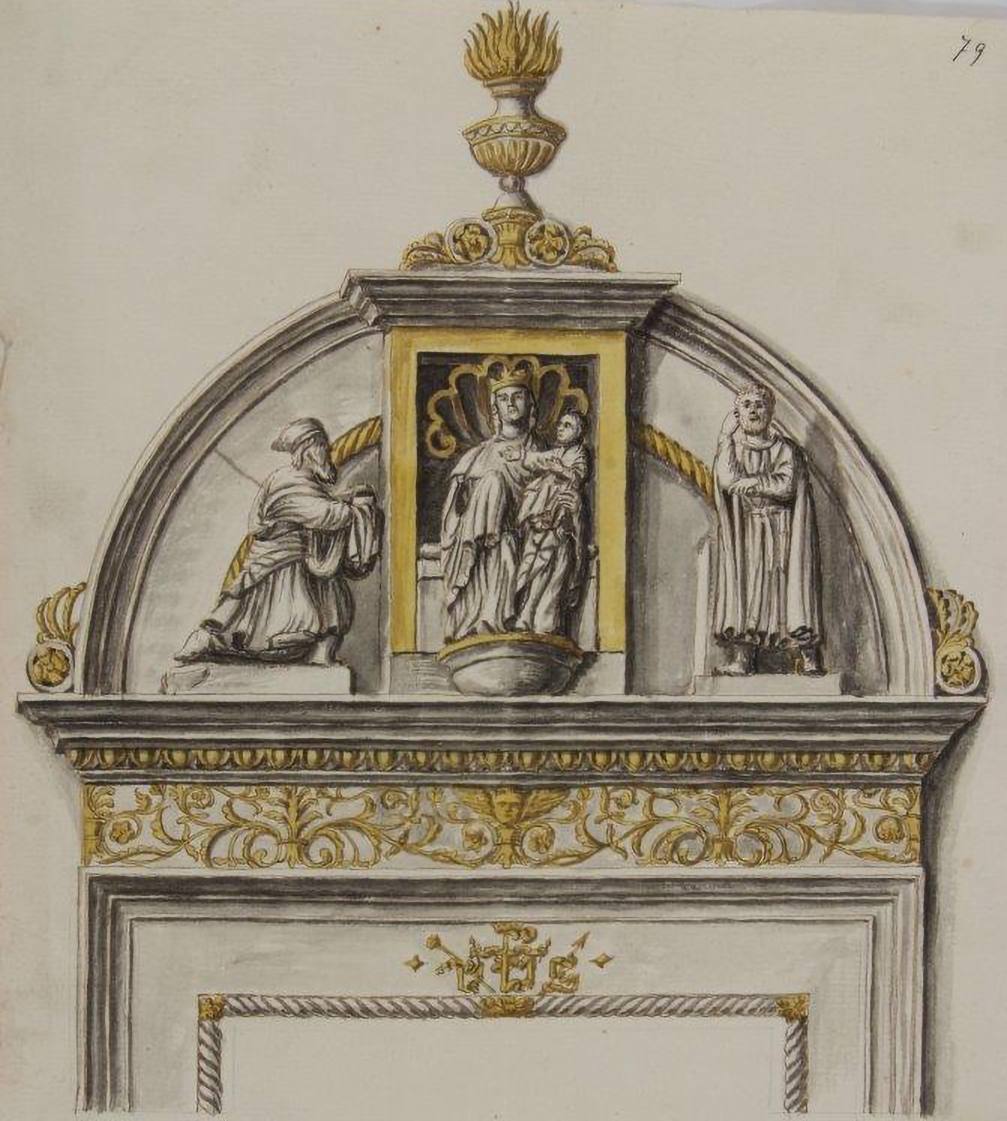
Jan Van Grevenbroeck (Giacomo Grevembroch) (1731–1807): Lunette des Portals

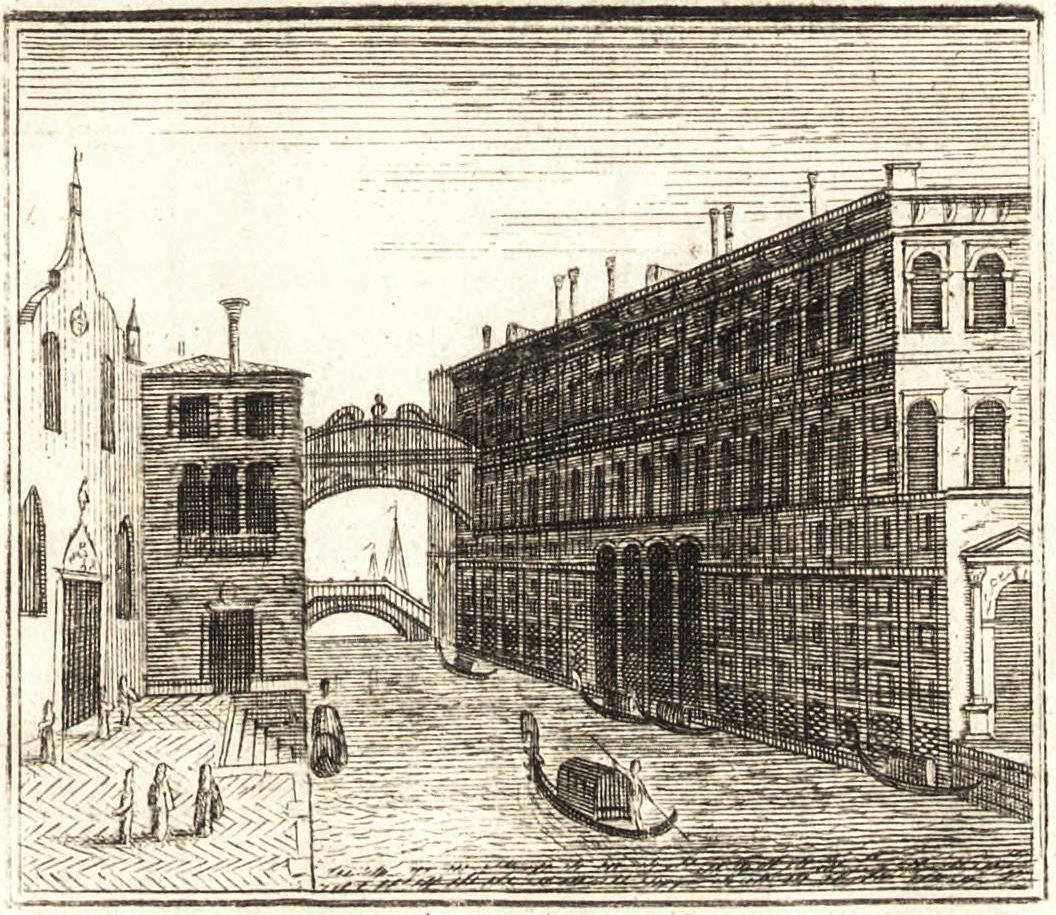
Ansicht des Dogenpalasts (rechts) und der Kirche Santi Filippo e Giacomo, Blick von Norden

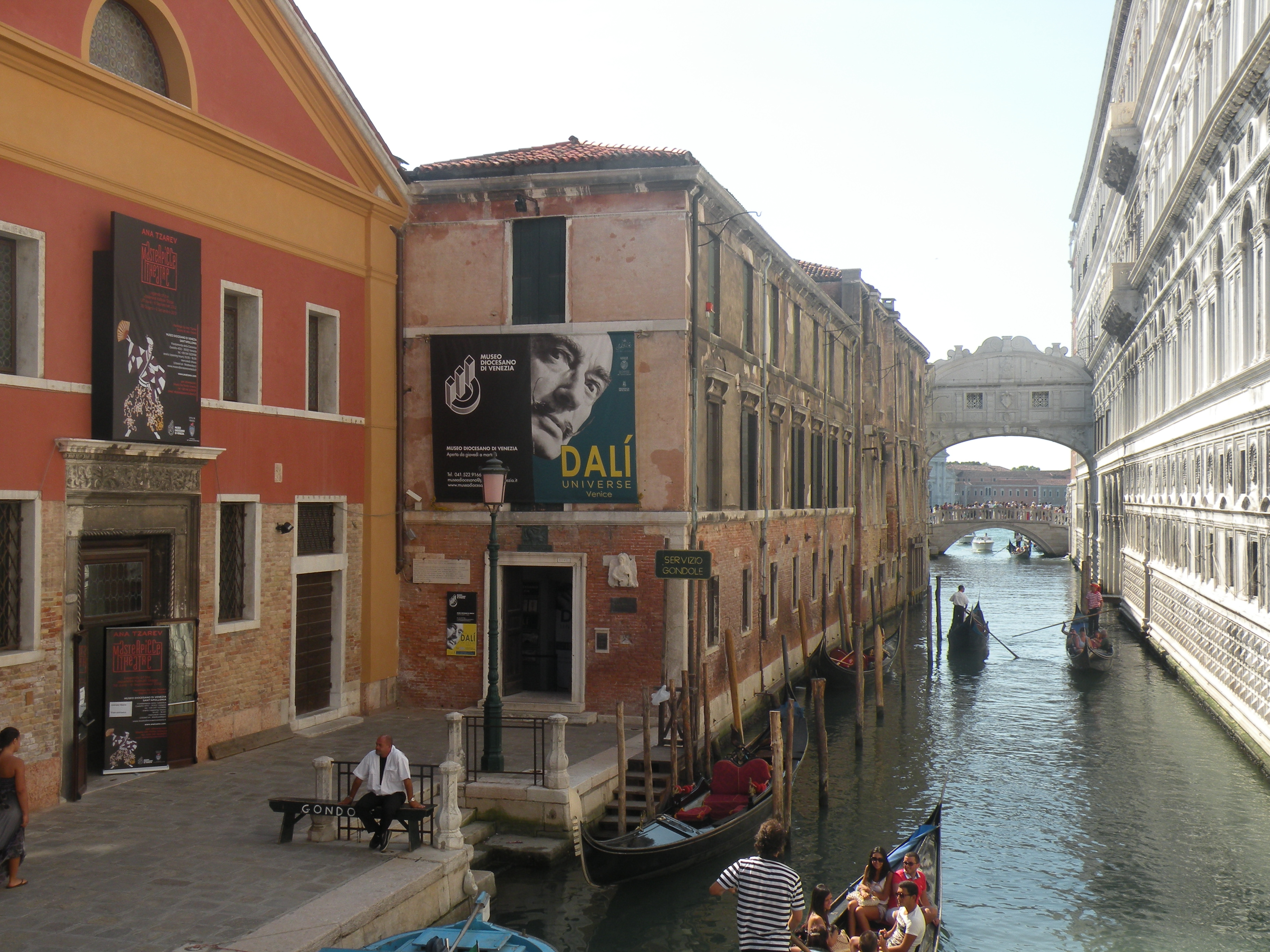
Außenfassade des Museo diocesano d’arte sacra Sant’Apollonia, 2012

Santi Filippo e Giacomo war eine mindestens vom 12. bis ins frühe 19. Jahrhundert bestehende Kirche nebst Kloster im Westen des venezianischen Sestiere Castello, unmittelbar gegenüber dem Dogenpalast. Die Gebäude  mit Kloster und Kirche bestanden nach der Entweihung unter Napoleon fort, heute birgt das ehemalige Kloster das Museo diocesano d’arte sacra Sant'Apollonia, das örtliche Museum für Sakrale Kunst.

## Geschichte
Wie so oft in der frühen Geschichte Venedigs, so ist auch das Gründungsdatum der Kirche nicht überliefert, wenn auch die Legende behauptet, sie sei bereits Anfang des 10. Jahrhunderts entstanden. Die ältesten Quellen berichten, dass die Benediktiner der Abtei Santi Felice e Fortunato von der Insel Ammiana im Jahr 1150 das Kloster der Heiligen Philippus und Jakobus errichteten und 1160 die Erlaubnis erhielten, die dem Kloster angeschlossene Kirche der Heiligen Scholastika (Santa Scolastica) wieder aufzubauen, die durch den verheerenden Stadtbrand von 1105 verwüstet worden war. Chronikalisch sind die Namen der 23 zerstörten Kirchen überliefert, jedoch fehlt darin die Kirche der Heiligen Filippo und Giacomo. Daher könnte es sein, dass die Kirche erst im Laufe des 12. Jahrhunderts entstanden ist, wie 1758 schon Flaminio Corner annahm.
Papst Innozenz III. erwähnt in seiner Bulle von 1199 unter den Besitztümern der Abtei ‚die Kirchen der Heiligen Philippus und Jakobus und der Heiligen Scholastika in der Diözese Castello‘. Gleichfalls unsicher ist der Zeitpunkt, an dem der Zusatzname der Heiligen Apollonia beigelegt wurde, der wiederum mit einer Bruderschaft zusammenhängt, die einigen Reliquien der Heiligen gewidmet war, die im Kloster aufbewahrt wurden. Als sicher gilt, das es seit Anfang des 15. Jahrhunderts eine nach der Heiligen benannte Scuola der Leineweber mit einem Altar in der Kirche gab, der nicht mehr existiert.
1419 zogen die Benediktiner endgültig von Ammiana, das sie aufgeben mussten, nach Castello. Dabei erhielten sie in einer lettere ducale aus den Ammiana zugehörenden Rechten ein Viertel der Einnahmen für den Abt, drei Viertel für die Wiederherstellung der Kirche in Castello. Schon 1273 hatten neben dem Abt auf Ammiana nur noch vier Konventualen im Kloster gelebt –, doch hob Papst Sixtus IV. erst am 8. Oktober 1473 auf Ersuchen des Dogen Niccolò Tron die Abteiwürde auf und übertrug die Besitztümer und Privilegien auf die Markusbasilika. Santi Filippo e Giacomo wurde infolgedessen zum Sitz des Primicerius von San Marco. Für eine kurze Zeit erlangte der Komplex höchste Bedeutung. 1579 wurde im Kloster ein Priesterseminar eingerichtet, um den in höchstem Ansehen stehenden Klerus von San Marco auszubilden, der Kirche, die dem Dogen unmittelbar unterstand; gleichzeitig wurden Kloster und Kirche rechtlich getrennt. Die Kleriker zogen 1581 ein. 1591 wurde das Seminar jedoch nach San Nicolò di Bari in Castello verlegt. Damit zog der Primicerius von San Marco wieder in Santi Filippo e Giacomo ein.
In der Kirche wurden die Reliquien des hl. Jakobus des Jüngeren verehrt, ebenso wie des hl. Philippus; auch soll sich dort ein Zahn der hl. Apollonia befunden haben. Sie hatte dort einen eigenen Altar, so dass, wie Flaminio Corner konstatiert, einige die Kirche „Sant’ Apollonia“ nannten (S. 174). Die ehemalige Scholastika-Kirche, so berichtet demnach Andrea Dandolo, sei vor dem Jahr 1268 zur Sakristei für die Mönche umfunktioniert worden.
Unter Napoleon, der 1807 zahlreiche Gemeinden auflösen und zusammenlegen ließ, wurde der Gebäudekomplex geschlossen. Die Kirche wurde in zwei Stockwerke untergliedert. Das Kloster wurde teilweise der Kommission für die Volkszählung zugewiesen, blieb aber zunächst noch der Wohnsitz des letzten Primicerius von San Marco, Alvise Paolo Foscari († 1810). Das Mobiliar und die übrigen Einrichtungsgegenstände wurden bei einer Versteigerung am 22. März 1808 liquidiert. Der Verbleib der Kunstwerke lässt sich nur noch partiell nachvollziehen, einige sind verloren. 1828 erfolgte eine Umnutzung, denn das Kloster wurde nunmehr vollständig vom Strafgericht belegt, dem Tribunale criminale, dem später das Zivilgericht hinzugefügt wurde, das Tribunale civile.
1967 wurde mit der Restaurierung des Klosters begonnen, und 1977 wurde dort das Diözesanmuseum eröffnet, das Museo diocesano d’arte sacra Sant'Apollonia. Bei dieser Gelegenheit wurde die restaurierte Bronzequadriga von der Fassade des Markusdoms ausgestellt.